# Petter Furuseth
Petter Furuseth, tidigare Petter Furuseth Olsen, född 14 augusti 1978 i Tønsberg, är en norsk före detta fotbollsspelare. Han har tidigare spelat för Eik-Tønsberg, Brann, Stabæk och Lyn i Norge, Örebro, Hammarby och Assyriska FF i Sverige, och Viborg FF och FC Midtjylland i Danmark.

## Biografi
Furuseth är född och uppvuxen i Tønsberg. Han började sin karriär i det lokala laget IL Flint vid sju års ålder. Hans prestationer i tonåren renderade i nio juniorlandskamper för Norge. 
Vid 18 års ålder, flyttade Furuseth till "Tønsbergs stolthet", Eik-Tønsberg i Norges andra divisjon. Hans talang upptäcktes inte förrän år 2000, då SK Brann erbjöd honom ett kontrakt. År 2001 gjorde han sin debut i Tippeligaen där han var mycket populär, och gjorde 10 mål på 26 matcher. 
Furuseth stannade i Brann i tre säsonger innan karriären tog honom till Sverige och Örebro SK. Under det första halvåret 2004 var Olsen en stor attraktion i Allsvenskan, och det tog inte lång tid förrän hans prestationer fångade Hammarby IF:s intresse. I september 2004, hamnade Örebro i ekonomiska bekymmer och var tvungna att sälja honom till Hammarby IF.
I Stockholm, förvandlades Furuseth från anfallare till högerytter. I oktober 2006, gjorde Furuseth klart att han skulle lämna Hammarby och Sverige på grund av att han ville få en plats i Norges herrlandslag i fotboll. Under de efterföljande två åren representerade Furuseth Stabæk, Viborg och FC Midtjylland. 
Furuseth aviserade sin pensionering från fotbollen i augusti 2008, men gjorde comeback fem månader senare då han undertecknade ett tvåårskontrakt med norska Tippeliga-klubben Lyn. Furuseth stod vid detta tillfälle fortfarande under kontrakt med FC Midtjylland och Lyn köpte honom därifrån för en hemlig avgift. 
Under andra halvan av säsongen 2009 lånades Furuseth ut från Lyn till svenska Assyriska FF i Superettan där han gjorde 15 matcher från start.  
Den 11 mars 2010 tillkännagav Hammarby att Petter Furuseth återvänt till klubben för ett år. Han deltog i 27 av 30 matcher för klubben under säsongen i Superettan, varav 22 från start. Den 13 november 2010 var Furuseth med i startelvan i finalen i Svenska Cupen där Hammarby förlorade med 1-0 mot Helsingborgs IF. Den 24 november 2010 skrev Petter på för ytterligare ett år med Hammarby. Den 28 november 2011 blev det klart att Petter Furuseth blir tränare för Hammarbys damlag.